# Mon père et ses 6 veuves
Pour plus de détails, voir Fiche technique et Distribution.
Mon père et ses 6 veuves (titre original : The Six Wives of Henry Lefay) est un film américain réalisé par Howard Gould sorti en 2009.

## Synopsis
Henry Lefay, qui s'était marié à de nombreuses reprises, meurt dans un accident, laissant ainsi à sa fille, Barbara, le soin d'organiser ses funérailles. N'ayant pas rédigé de testament, Barbara devra faire face aux affrontements et aux disputes des six veuves d'Henry Lefay.

## Fiche technique
- Titre original : The Six Wives of Henry Lefay
- Titre français : Mon père et ses 6 veuves
- Titre québécois :
- Réalisation : Howard Gould
- Scénario : Howard Gould
- Direction artistique : Gary Myers
- Décors de plateau :
- Costumes : Durinda Wood
- Photographie : Nancy Schreiber
- Son :
- Montage : Michael R. Miller
- Musique : Stephen Barton
- Production : David Mcllvain, Holly Wiersma, et Martina Martins
- Production exécutive :
- Sociétés de production : Brillstein-Grey Entertainment, Holly Wiersma Productions et Ring Productions
- Distribution :
- Budget :
- Pays d’origine :  États-Unis
- Langue : anglais
- Format : Couleur — Son Dolby
- Genre : Comédie
- Durée : 95 minutes
- Dates de sortie : 
  -  Israël : 18 juin 2009
  -  États-Unis : 19 octobre 2010
  -  France : 1er février 2011 (directement en DVD)

## Distribution
- Tim Allen : Henry Lefay
- Elisha Cuthbert : Barbara "Barbie" Lefay (la fille d'Henry)
- S. Epatha Merkerson : Effa Devereaux (première femme secrète d'Henry)
- Andie MacDowell : Kate (deuxième femme d'Henry)
- Jenna Elfman : Ophelia (troisième et cinquième femme d'Henry)
- Paz Vega : Veronica (quatrième femme d'Henry)
- Lindsay Sloane : Autumn (sixième femme d'Henry)
- Jenna Dewan : Sarah Jane
- Barbara Barrie : Mae (mère d'Henry)
- Eric Christian Olsen : Lloyd Wiggins
- Chris Klein : Stevie
- Larry Miller : Lipschutz
- Edward Herrmann : Goodenough